# Vrag na vasi
Vrag na vasi (hrv. Djavo u selu) je celovečerni balet v treh dejanjih (osmih slikah) Frana Lhotke in v koreografiji Pina in Pie Mlakar. Krstna izvedba je bila februarja leta 1935 v Zürichu, dve leti kasneje pa v Zagrebu. Istega leta, tj. 1937. je bila tudi prva slovenska izvedba baleta na odru ljubljanske Opere (tedaj v sodelovanju z zagrebškimi baletniki). 
Prva samostojna slovenska izvedba baleta je bila v sezoni 1945/1946; obakrat pod glasbenim vodstvom Mirka Poliča.
Leta 1931 je bil v Zagrebu izveden Lhotkin balet v enem dejanju Vrag in njegov vajenec na libreto Zlatka Grgoševiča. Zakonca Mlakar sta leta 1934 pregledala balet in skladatelju predlagala, naj delo razširi. Sestali so se v Budvi, kjer so izdelali razširjeni libreto in na katerega je Lhotka spisal novo glasbo; približno tretjino pa jo je uporabil iz prejšnjega baleta. Zürich je bil izbran za mesto krstne predstave, saj sta Mlakarjeva tam nastopila službo koreografov. Uspeh baleta je bil velik. 

## Plesne vloge
- Vrag
- Vragova žena
- Jela
- Mirko, kmetič
- Jelina mati
- Jelin stric
- Prijateljica
- Soseda
- Snubec
- Ženin
- Dekleti
- Plešoča lutka
- Prikazni, dekleta in fantje na žegnanju, hudiči.

## Vsebina

### Prvo dejanje

#### Prva slika
Pri studencu poznega pomladnega popoldneva čaka kmetič Mirko svojo izvoljenko Jelo. Ko pride, sta oba sta neizmerno srečna. Igrivo začneta svoj ples, ki konča v globokem ljubezenskem občutju.

#### Druga slika
Iz teme se pokažejo vragove roke, ki imajo glavno vlogo. Roke se kakor ovijalka oklenejo dveh mladih src, iztrgajo eno srce in odtujijo
Jelo Mirku. 

#### Tretja slika
Deklice pridejo z glinastimi vrči v rokah k studencu po vodo. Pogovarjajo se o Jeli, ki nenadoma pristopi. Dekleta utihnejo in odidejo. Jela pričakuje svojega novega ljubimca, gleda v vodnjaku svojo sliko in se vdaja iluzijam nove sreče. V tem se prikaže Mirko v objemu dveh drugih deklet, s katerima gre na sejem. Dela se pijanega in gre mimo Jele, ki ostane sama. 

#### Četrta slika
Na sejmu si je postavil vrag svoj šotor, v katerem prodaja najrazličnejše predmete. Mirko kupi pri njem pas, ki ga uroči, oropa lastne volje in priklene na vraga. Ljudje svarijo Mirka, ga hočejo odvrniti in prestrašeno zbežijo, ko prideta ponj kar dva vraga. Vrag se veseli, da je dobil novo dušo v svoje roke, se izgovarja in skrivnostno odide. Zapuščeni šotori stojijo v mesečini, Jela pa v samoti išče svoje srce. Iz daljave se čujeta dva moška glasova, ki pojeta.

### Drugo dejanje

#### Peta slika
Noč je. Iz gostilne »Pri vražjem mostu« odmeva petje pijancev. Vrag vleče Mirka, ki mu noče slediti, za seboj in da bi mu pokazal svojo moč, mu pričara vizijo: pokaže se mladenič, kot je Mirko, in hipoma se ločijo njegove roke in noge z glavo vred od telesa. Roke zagrabijo v zraku mošnjiček, poln zlata, s katerim potem privabi dekleta. Prikazen spet izgine in privabljene deklice plešejo, dokler se najlepša izmed njih ne zgrudi k njegovim nogam. V tem trenutku pa se spremeni lepotica v grdo, vražjo gostilničarko.

#### Šesta slika
Mirko sedi v »Vražji gostilni« in se spominja onega poznega pomladnega popoldneva, ko je pri studencu pričakoval Jelo. Vražja gostilničarka prične svoj divji ples, obkroža Mirka in ga vabi k plesu. Vendar mu misli neprestano uhajajo k zapuščeni Jeli. Mori ga vest, silno obžaluje vse in hoče nazaj. Iz daljave pa se oglasi vrag, ki se je vrnil s svojih pohodov, ves srečen nad doseženimi uspehi. V tej sreči odloži vražji plašč in začne svoj divji ples. Mirko zagrabi plašč, dobi z njim vražjo moč in zbeži. 

### Tretje dejanje

#### Sedma slika
V Jelini domači hiši pričakujejo ženina in svate. Ko pridejo, prigovarjajo Jeli, ona pa ostane tiha in zamišljena. Njena mati jo brezuspešno prosi, Jela pa ne sliši ne strica ne sosed in tudi ne prijateljic. Snubač zagrozi, češ da je preneumno, da bi toliko prigovarjali revnemu dekletu. Jela se navidezno omehča, prisotni izrabijo ta trenutek in potisnejo v ospredje ženina. Veselijo se svoje zmage, saj Jela v rokah drži poročno krono. 

#### Osma slika
Mirko izmučen pade pod križem na razpotju. Iz daljave se zasliši glasba in mimo pride svojevrsten svatovski sprevod: veseli otroci, razposajeni gostje in muzikanti, toda žalostni in tihi svatje. Mirko skoči kvišku, spozna nevesto Jelo, zato vrže s sebe vražji plašč. V tem blisk in grom razpršita svatovski sprevod. Samo Jela in Mirko ostaneta in se spet najdeta. Počasi se vračajo pobegli gostje, svatbeni sprevod se spet uredi in krene na pot k poroki. Na koncu se razvije mogočno ljudsko slavje, ki izzveni v pisano zaključno kolo.